# Üstra Hannoversche Verkehrsbetriebe
Die Üstra Hannoversche Verkehrsbetriebe Aktiengesellschaft (Eigenschreibweise: ÜSTRA) ist ein börsennotiertes Verkehrsunternehmen in Hannover. Sie betreibt die Stadtbahn Hannover sowie das Stadtbusliniennetz in Hannover und umliegenden Städten und Gemeinden. Ein Tochterunternehmen ist für die Maschseeschifffahrt zuständig. Die Üstra ist Partner im Verkehrsverbund Großraum-Verkehr Hannover (GVH).

## Geschichte

### Vorgeschichte
Vorläufer der Üstra war eine von dem hannoverschen Mietkutscher Heinrich Battermann und zwei seiner Kollegen 1852 eingerichtete Pferdeomnibus-Linie vom Schwarzen Bären zum Hauptbahnhof. Nachdem weitere Linien eingerichtet worden waren, gründete sich daraus die „Erste Hannoversche Omnibus Companie“. Sie wurde 1894 von der zwei Jahre zuvor gegründeten Straßenbahn Hannover AG übernommen. Der Betrieb von Pferdeomnibussen wurde 1918 eingestellt.
Nach einem Vertrag mit der Stadt Hannover eröffnete die Continental Pferde-Eisenbahn-Aktiengesellschaft mit Sitz in Berlin 1872 anfänglich vier Pferdebahn-Linien in Hannover. In der Folge der fortschreitenden Industrialisierung, der Zunahme der Bevölkerung, einem verstärkten Wohnungsbau und der Vergrößerung des hannoverschen Stadtgebietes durch mehrere Eingemeindungen wurde das Streckennetz in den folgenden Jahren zügig ausgebaut. Am Netzausbau waren auch andere Betreiber beteiligt, darunter „The Tramway Company of Germany Ltd.“, die 1879 die Strecken der „Continentalen“ übernahm.

### Straßenbahn Hannover AG
1892 war die Bevölkerung von Hannover auf rund 185.000 Menschen angewachsen, die ein Schienennetz mit sieben Linien auf insgesamt 39,7 Kilometer Länge nutzen konnten. Das Fahrgast-Aufkommen betrug damals 9,6 Millionen Menschen. Nun strebte der hannoversche Magistrat einen Gesamtplan für das Schienennetz an und initiierte 1892 die Gründung der Straßenbahn Hannover AG. Im selben Jahr wurde der Architekt und Bezirksvorsteher Theodor Krüger zum alleinigen Vorstand der Gesellschaft berufen. Unter Krüger wurden bis 1897 die anderen Anbieter von der Straßenbahn Hannover AG übernommen.

### Üstra

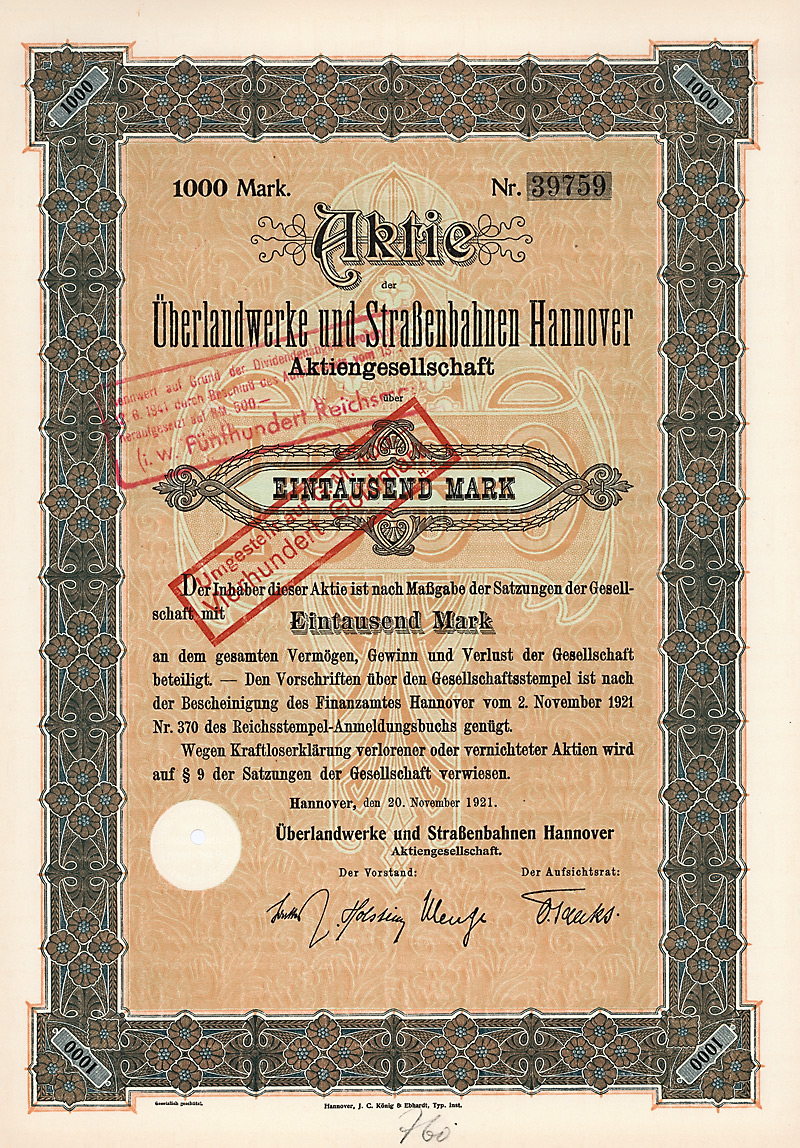
Aktie über 1000 Mark der Überlandwerke und Straßenbahnen Hannover AG vom 20. November 1921

Früheres Logo der Üstra bis 2024

Früheres Logo der Üstra bis 2016

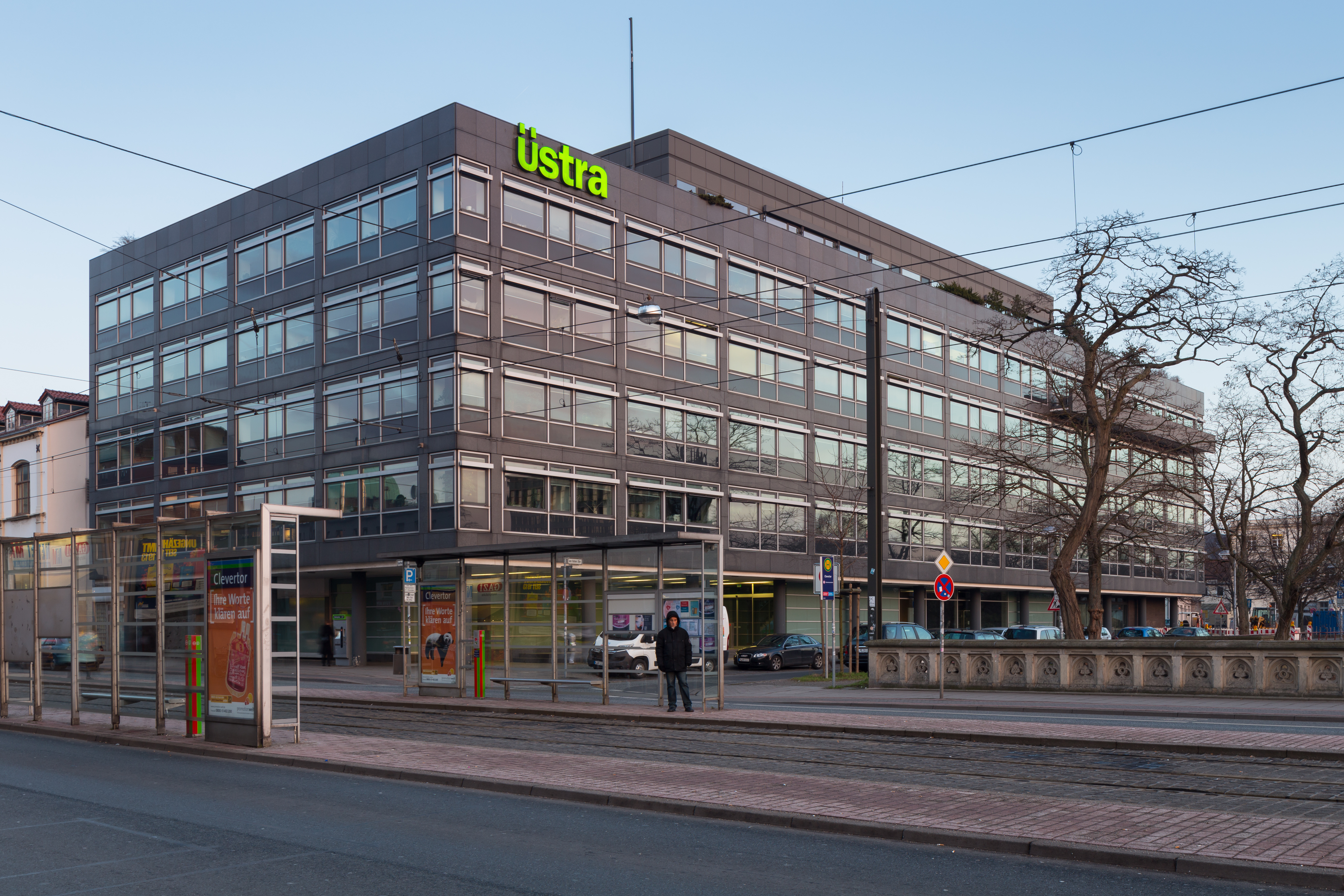
Verwaltungsgebäude am Hohen Ufer

1921 wurde die Straßenbahn Hannover AG umfirmiert in Überlandwerke und Straßenbahnen Hannover AG, abgekürzt ÜSTRA. Neben dem Betrieb von Straßenbahnen und später auch Bussen war das Unternehmen in der Region um Hannover – ohne in der Stadt selbst – auch Stromversorger. Diese Sparte wurde zum 1. Januar 1929 an die neu gegründete Hastra abgegeben.
In der NS-Zeit beschäftigte die Üstra ab 1938 und während des Zweiten Weltkrieges Zwangsarbeiter. Zwischen 1937 und 1958 betrieb das Unternehmen den Oberleitungsbus Hannover.
Ab 1960 firmierte das Unternehmen als Hannoversche Verkehrsbetriebe (Üstra) AG, seit 1980 als Üstra Hannoversche Verkehrsbetriebe AG. 1970 wurde das Unternehmen, zurückzuführen auf die Aktion Roter Punkt im Jahr davor, aus dem PreussenElektra-Konzern ausgegliedert und kommunalisiert. Mit den Stadtwerken wurde sie in der Holding Versorgungs- und Verkehrsgesellschaft Hannover zusammengefasst, die heute 98,38 % der Eigentumsanteile der Üstra hält.
2001 sind das Schienennetz und die Tunnel- und Stationsanlagen der Stadtbahn Hannover in das Eigentum der Infrastrukturgesellschaft Region Hannover übergegangen. Zwischen 2004 und 2006 waren alle Nahverkehrsleistungen unter dem Dach der Intalliance AG zusammengefasst. 1900 Mitarbeiter wechselten dabei von der Üstra zur Intalliance AG. Seit dem 1. Januar 2007 liegt der Betrieb wieder in alleinigen Händen der Üstra.
Seit dem 1. Januar 2025 wird die Üstra als Gemeinschaftsunternehmen mit der regiobus Hannover geführt. Beide Gesellschaften operieren unter der Dachmarke „üstra“. Ziel ist die Verschmelzung beider Unternehmen zum 1. Januar 2029.

## Fahrzeuge

### Stadtbahnwagen

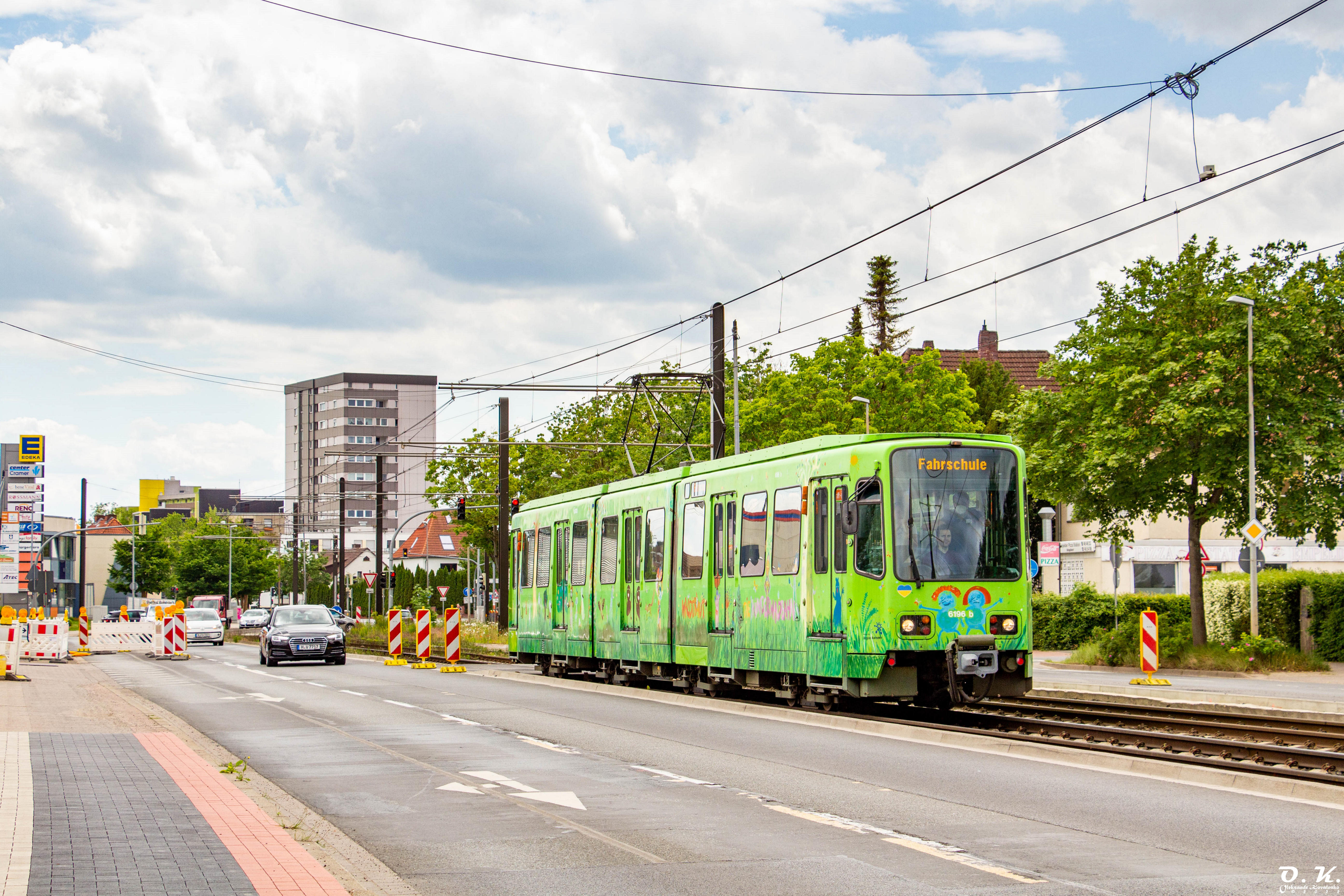
TW 6000 der Üstra

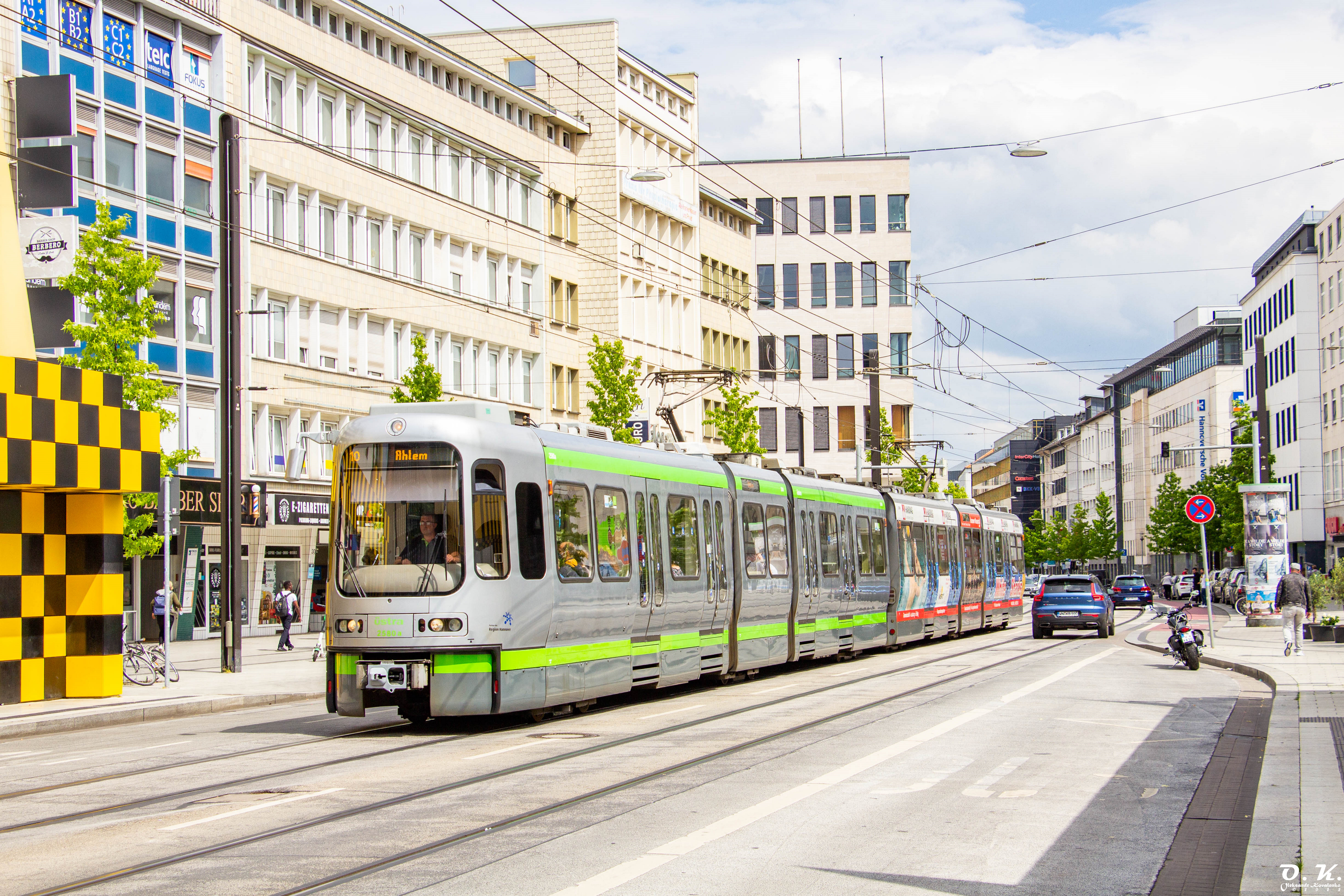
Stadtbahnwagen TW 2500

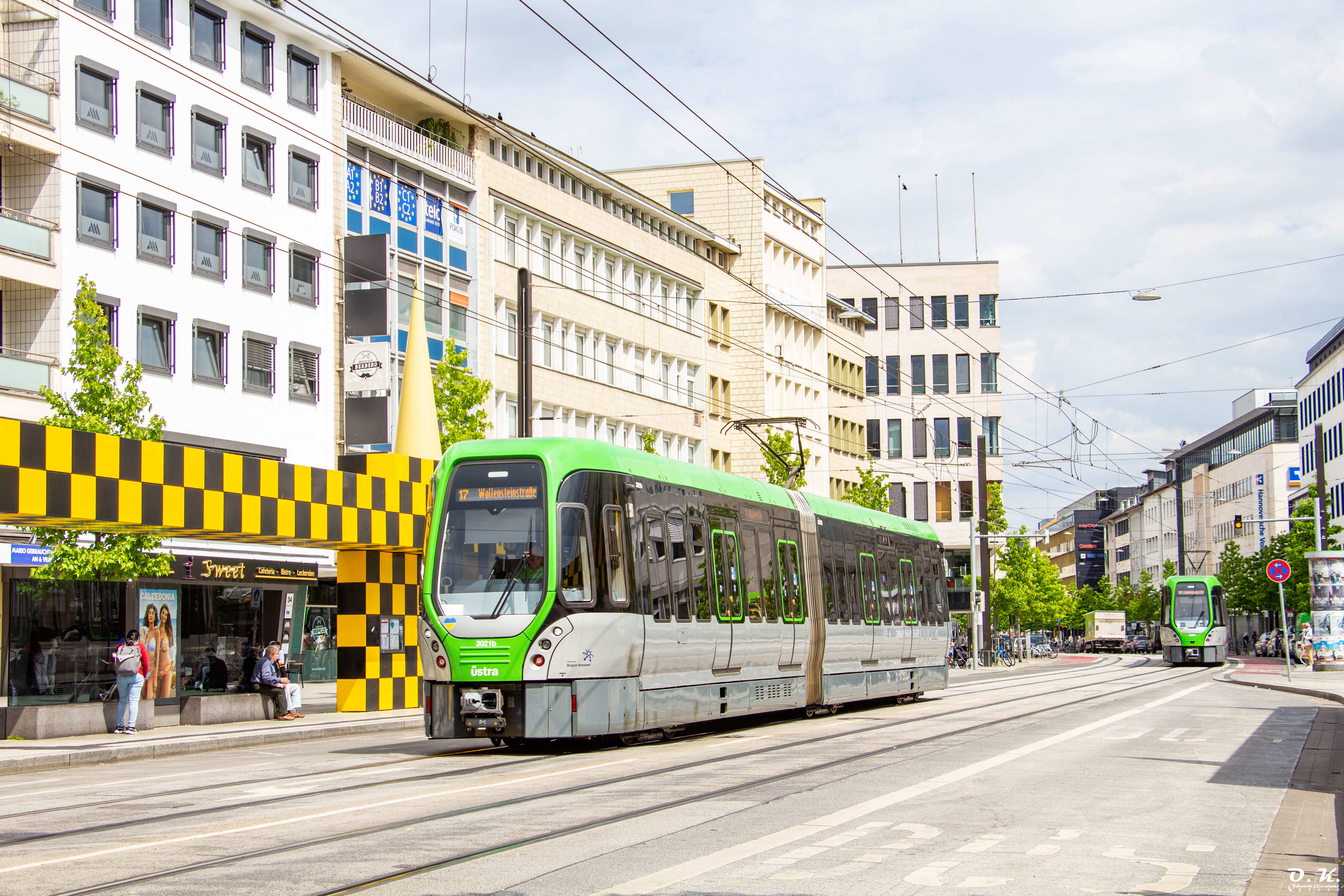
Stadtbahnwagen TW 3000

Die Üstra hat noch 55 von ursprünglich 260 Stadtbahn-Triebwagen des Typs TW 6000 im Bestand. Dazu kommen 143 Einheiten des ab 1998 angeschafften Typs TW 2000. Seit 2015 wurden die meisten verbliebenen TW 6000 nach über 30 Jahren Nutzungsdauer nach und nach durch neue Stadtbahnwagen der dritten Generation (TW 3000) abgelöst. Der letzte Wagen wurde im Juli 2020 an die Üstra ausgeliefert, somit sind alle 153 bestellten Stadtbahnwagen von diesem Typ in Hannover im Einsatz.

### Busse

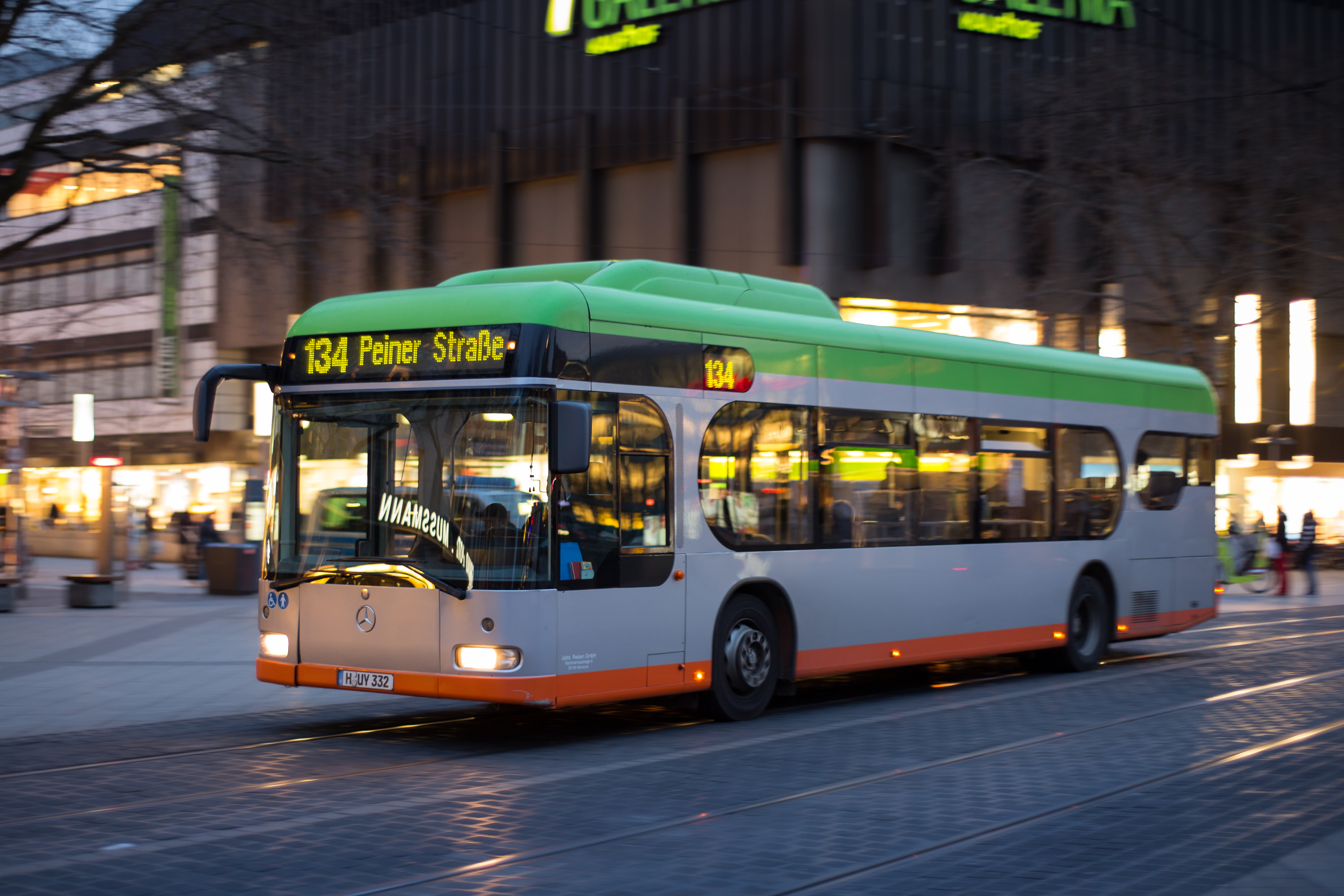
Irvine-Citaro

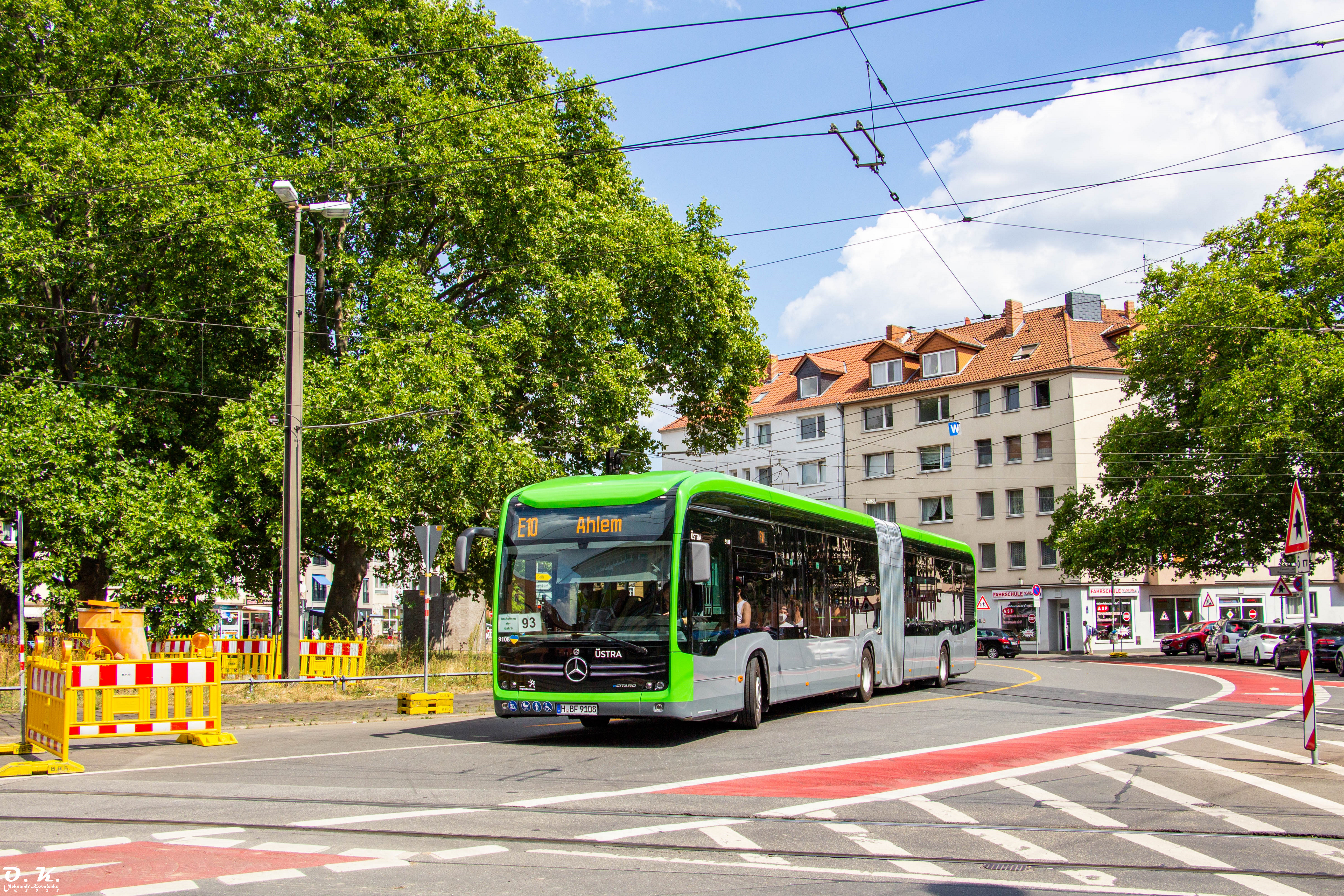
Mercedes-Benz eCitaro G

Auf den von der Üstra AG betriebenen Linien (siehe Nahverkehr in Hannover) wurden Ende 2023 169 Omnibusse eingesetzt. Hinzu kommen weitere Fahrzeuge der Tochterfirma Üstra Reisen und der Subunternehmen Dau Bus (bis Ende 2024), Block Busreisen, Hartmann Bus-Betrieb und Grund-Touristik. Nicht mehr zum Bestand zählen die vom britischen Designer James Irvine für die Üstra gestalteten und ab 1999 angeschafften Mercedes-Benz Citaro mit besonderem Aussehen. Diese gab es in vier Varianten: als Diesel- oder Erdgasfahrzeug, jeweils in 12-m-Solo- und 18-m-Gelenk-Ausführung.
Die Fahrzeugflotte besteht im Juli 2024 aus folgenden Fahrzeugtypen: Solaris Urbino III 18 Hybrid, MAN Lion’s City A37 Hybrid, MAN Lion’s City A23, Solaris Urbino IV 18 hybrid, Mercedes-Benz eCitaro, Mercedes-Benz eCitaro G, Mercedes-Benz Citaro C2 Hybrid, Mercedes-Benz Citaro C2G Hybrid und Mercedes-Benz Sprinter City 75.
Im Juli 2008 wurde ein Hybridbus vom Typ Solaris Urbino 18 angeschafft und auf verschiedenen Linien eingesetzt. Angetrieben wird er von zwei Elektromotoren und einem Dieselmotor. Diese Antriebstechnik spart gegenüber den Dieselbussen bis zu etwa 23 Prozent Kraftstoff; der Bus ist darüber hinaus besonders geräuscharm und sein Antrieb arbeitet ruckfrei. Fördermittel des Bundesverkehrsministeriums trugen dazu bei, die im Vergleich zu Dieselbussen knapp 1,2 Millionen Euro höheren Anschaffungskosten für zehn weitere Hybridbusse zu tragen. Seit September 2011 wurden nach und nach weitere 26 Solaris Urbino 18 Hybrid beschafft, die im gesamten Liniennetz der Üstra unterwegs sind. Ein besonderes Augenmerk liegt dabei auf der Linie 121, die ausschließlich durch Hybridfahrzeuge bedient wird. 2015 wurde die Flotte durch 26 MAN Lion’s City Hybrid ergänzt, sodass im Jahr 2017 insgesamt 62 Hybridbusse vorhanden sind. Anfang des Jahres 2016 beschaffte die Üstra drei rein elektrisch angetriebene Solo-Busse des Typs Solaris Urbino 12 electric. Die Busse verkehrten im Testbetrieb auf den Ringlinien 100 und 200 und wurden über eine externe Ladestation an der Endhaltestelle August-Holweg-Platz in wenigen Minuten aufgeladen. Am 14. Januar 2020 sind die ersten vier Mercedes-Benz eCitaro bei der Üstra eingetroffen, bis zum Ende des Jahres 2020 wurden weitere 11 Busse angeliefert. Diese sind seit dem 14. September 2020 auf der Linie 100/200 im Einsatz. Am 20. April 2021 wurden die ersten beiden eCitaro G der Üstra vorgestellt, sie sind weltweit die ersten ausgelieferten eCitaro mit neuer Batterie. Im Verlauf der Jahre 2021 bis 2024 beschaffte die Üstra neue Fahrzeuge der Typen Mercedes-Benz Citaro C2- und C2G Hybrid, welche vor allem auf den Linien zum Einsatz kommen, auf denen vorerst keine Elektrofahrzeuge eingesetzt werden können.

### Schiffe

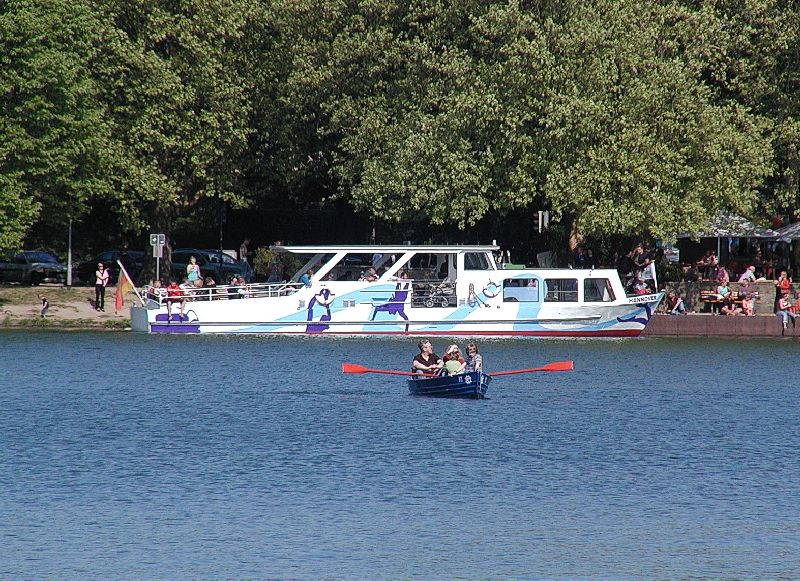
Fahrgastschiff „Hannover“ auf dem Maschsee

Auf dem Maschsee betreibt das Tochterunternehmen Üstra Reisen von Karfreitag bis zum 31. Oktober mit ihren Schiffen Linien- und Charterverkehr. Die Flotte besteht aus den elektrisch angetriebenen Schiffen „Hannover“, „Niedersachsen“, „Deutschland“ sowie dem Solarkatamaran „Europa“. Es gelten eigene Fahrpreise.

## Linien

### Stadtbahnnetz
| Linie | Linienführung | Takt in der HVZ                                      |
| ----- | --- | ---------------------------------------------------- |
| 1     | Langenhagen – Berliner Platz – Alter Flughafen – Niedersachsenring – Werderstraße – Hauptbahnhof – Kröpcke – Aegidientorplatz – Altenbekener Damm – Döhrener Turm – Peiner Straße – Am Brabrinke – Laatzen Birkenstr. (zum S-Bahnhof Hannover Messe/Laatzen) – Laatzen (– Rethen Bahnhof – Gleidingen Thorstraße – Sarstedt) | 10 min ((20 min))                                    |
| 2     | Alte Heide – Tempelhofweg – Vahrenheider Markt – Großer Kolonnenweg – Niedersachsenring – Werderstraße – Hauptbahnhof – Kröpcke – Aegidientorplatz – Altenbekener Damm – Döhrener Turm – Peiner Straße (– Döhren Betriebshof) / (– Am Brabrinke – Laatzen/Krankenhaus – Laatzen, Ginsterweg (– Gleidingen)) | 10 min ((20 min))                                    |
| 3     | Altwarmbüchen – Altwarmbüchen Zentrum – Altwarmbüchen Ernst-Grote-Straße – Altwarmbüchen Opelstraße – Hannover Oldenburger Allee – Hannover Stadtfriedhof Lahe – Lahe – Paracelsusweg – Noltemeyerbrücke – Spannhagengarten – Vier Grenzen – Lister Platz – Hauptbahnhof – Kröpcke – Markthalle/Landtag – Waterloo – Stadionbrücke – Bahnhof Linden/Fischerhof – Schünemannplatz – Wallensteinstraße – Mühlenberger Markt – Wettbergen | 10 min                                               |
| 4     | Garbsen – Wissenschaftspark Marienwerder – Stadtfriedhof Stöcken – Bahnhof Leinhausen – Herrenhäuser Gärten – Leibniz-Universität – Königsworther Platz – Steintor – Kröpcke – Aegidientorplatz – Marienstraße – Braunschweiger Platz – Clausewitzstraße – Kantplatz – Uhlhornstraße – Bahnhof Karl-Wiechert-Allee – Medizinische Hochschule – Roderbruch | 10 min                                               |
| 5     | Stöcken – Stöckener Markt – Stadtfriedhof Stöcken – Bahnhof Leinhausen – Herrenhäuser Gärten – Leibniz-Universität – Königsworther Platz – Steintor – Kröpcke – Aegidientorplatz – Marienstraße – Braunschweiger Platz – Clausewitzstraße – Kantplatz – Uhlhornstraße – Nackenberg – Bleekstraße – Annastift – Saarbrückener Straße – Großer Hillen – Tiergarten – Ostfeldstraße – Königsberger Ring – Anderten | 10 min                                               |
| 6     | Nordhafen – Friedenauer Straße – Hainhölzer Markt – Bahnhof Nordstadt – Christuskirche – Steintor – Kröpcke – Aegidientorplatz – Marienstraße – Braunschweiger Platz – Freundallee – Kinderkrankenhaus auf der Bult – Bünteweg/Tierärztliche Hochschule – Seelhorster Allee – Brabeckstraße – Kronsberg – Messe Ost (EXPO-Plaza) | 10 min                                               |
| 7     | Misburg – Schierholzstraße – Paracelsusweg – Noltemeyerbrücke – Spannhagengarten – Vier Grenzen – Lister Platz – Hauptbahnhof – Kröpcke – Markthalle/Landtag – Waterloo – Stadionbrücke – Bahnhof Linden/Fischerhof – Schünemannplatz – Wallensteinstraße – Mühlenberger Markt – Wettbergen | 10 min                                               |
| 8     | (Dragonerstraße – Werderstraße –) Hauptbahnhof – Kröpcke – Aegidientorplatz – Altenbekener Damm – Peiner Straße – Stadtfriedhof Seelhorst – Messe Nord | 10 min                                               |
| 9     | Hauptbahnhof – Kröpcke – Markthalle/Landtag – Waterloo – Schwarzer Bär – Lindener Marktplatz – Am Lindener Hafen – Am Soltekampe – Hermann-Ehlers-Allee – Empelde | 10 min                                               |
| 10    | Ahlem – Brunnenstraße – Wunstorfer Straße – Ungerstraße – Leinaustraße – Am Küchengarten – Glocksee – Goetheplatz – Steintor – Hauptbahnhof/Rosenstraße – Hauptbahnhof/ZOB | 7,5 min                                              |
| 11    | Haltenhoffstraße – Christuskirche – Steintor – Kröpcke – Aegidientorplatz – Marienstraße – Braunschweiger Platz – Hannover Congress Centrum – Zoo | 10 min                                               |
| 12    | Ahlem – Ehrhartstraße – Brunnenstraße – Wunstorfer Straße – Leinaustraße – Am Küchengarten – Waterloo – Markthalle/Landtag – Kröpcke – Hauptbahnhof | nur Nachtsternverkehr 60 min und Expresszüge 6–8 min |
| 13    | Fasanenkrug – Stadtfriedhof Bothfeld – Kurze-Kamp-Straße – Bothfeld – Bothfelder Kirchweg – Noltemeyerbrücke – Klingerstraße – Spannhagengarten – Pelikanstraße – Vier Grenzen – Lortzingstraße – Lister Platz – Sedanstraße/Lister Meile – Hauptbahnhof – Kröpcke – Markthalle/Landtag – Waterloo – Allerweg – Stadionbrücke – Bahnhof Linden Fischerhof – Schünemannplatz – Beekestraße – Wallensteinstraße – Unter den Birken – Stadtfriedhof Ricklingen – Hemmingen/Saarstraße – Hemmingen/Zentrum – Hemmingen/Berliner Straße – Hemmingen | 10 min                                               |
| 17    | Wallensteinstraße – Schünemannplatz – Bahnhof Linden Fischerhof – Stadionbrücke – Schwarzer Bär – Humboldtstraße – Goetheplatz – Steintor – Hauptbahnhof/Rosenstraße – Hauptbahnhof/ZOB | 20 min                                               |
| E     | Königsworther Platz – Steintor – Kröpcke – Aegidientorplatz – Marienstraße – Braunschweiger Platz – Freundallee – Kinderkrankenhaus auf der Bult – Bünteweg/Tierärztliche Hochschule – Seelhorster Allee – Brabeckstraße – Kronsberg – Stockholmer Allee – Messe Ost (EXPO-Plaza) | nur bei Bedarf                                       |
| E     | Hauptbahnhof – Kröpcke – Aegidientorplatz – Altenbekener Damm – Döhrener Turm – Peiner Straße – Stadtfriedhof Seelhorst – Messe Nord | 10 min (nur bei Messen)                              |

### Busnetz
| Linie     | Linienverlauf | Bemerkungen |
| --------- | --- | --- |
| 100 / 200 | August-Holweg-Platz – Bahnhof Linden Fischerhof – Deisterplatz – Lister Platz – Kröpcke – Aegidientorplatz – Bahnhof Linden Fischerhof – August-Holweg-Platz | Einsatz von Elektrobussen, Ringlinie im Uhrzeigersinn; 10-Minuten-Takt                                                                          |
| 120       | Ahlem – Davenstedt – Lindener Hafen – Schwarzer Bär – Aegidientorplatz – Kröpcke                                                                             | 20–Min–Takt; in der HVZ 10–Min–Takt |
| 121       | Altenbekener Damm – Bahnhof Bismarckstraße – Hauptbahnhof – Lister Platz – Niedersachsenring – Haltenhoffstraße                                              | Einsatz von Elektrogelenkbussen, teilweise Einsatz von Gelenkbussen mit Hybridantrieb; 10-Min-Takt und HVZ-Verstärker Altenbekener Damm bis Hbf |
| 122       | Langenhagen/Pferderennbahn – Langenhagen/Zentrum – / Meierwiesen – Langenforther Straße – Alte Heide – Sahlkamp – Vier Grenzen                               | 20-Min-Takt; Langenforther Straße – Vier Grenzen 10-Min-Takt                                                                                    |
| 123       | Peiner Straße – Mittelfeld – Bemerode – Misburger Straße – Noltemeyerbrücke                                                                                  | 20-Min-Takt |
| 124       | (Laatzen/Ulmer Straße –) Am Brabrinke – Mittelfeld – Bemerode – Misburger Straße – Misburg – Stadtfriedhof Misburg                                           | 20-Min-Takt |
| 125       | Meierwiesen – Alte Heide – Buchholz – Roderbruch – Misburg – Anderten                                                                                        | 20-Min-Takt und HVZ-Verstärker auf Teilstrecken                                                                                                 |
| 126       | Altgarbsen – Havelse – Marienwerder – Stöcken | 20-Min-Takt, fährt z. T. weiter als Linie 136 bis Haltenhoffstraße                                                                              |
| 127       | Misburg – Misburger Straße – Kantplatz – Am Pferdeturm | 20-Min-Takt |
| 128       | Nordring – Hauptbahnhof – Zoo – Braunschweiger Platz – Waldheim – Peiner Straße                                                                              | 20-Min-Takt |
| 129       | Wettbergen – Mühlenberg – Empelde | 20-Min-Takt; HVZ 10-Min-Takt Wettbergen – Mühlenberg, morgens auch bis Empelde                                                                  |
| 130       | Wettbergen – Hangstraße – Im Hellerloh – Wettbergen | Ringlinie im Uhrzeigersinn; 20-Min-Takt |
| 133       | Pappelwiese – Spannhagengarten – Hinrichsring – Vier Grenzen – Melanchthonstraße                                                                             | 20-Min-Takt, Hinrichsring – Melanchthonstraße 40-Min-Takt                                                                                       |
| 134       | Nordring – Lister Platz – Welfenplatz – Steintor – Hauptbahnhof – Zoo – Braunschweiger Platz – Waldheim – Peiner Straße                                      | 20-Min-Takt |
| 135       | Stöcken – Wiesenau – Tempelhofweg – Alte Heide – Paracelsusweg – Stadtfriedhof Lahe                                                                          | 30-Min-Takt, morgens 20-Min-Takt, Stöcken–Dresdener Straße nur Mo–Fr                                                                            |
| 136       | Haltenhoffstraße – Herrenhäuser Gärten – Bahnhof Ledeburg – Stöcken                                                                                          | 20-Min-Takt; fährt z. T. weiter als Linie 126 bis Altgarbsen                                                                                    |
| 137       | Spannhagengarten – Nobelring – Misburger Straße – Kantplatz – Am Pferdeturm                                                                                  | 20-Min-Takt |
| 253       | Langenhagen Zentrum – Godshorn Gewerbegebiet – Langenhagen Zentrum                                                                                           | nur Mo – Sa, in Godshorn als Ringlinie: vormittags gegen den Uhrzeigersinn, nachmittags im Uhrzeigersinn; 10/30-Min-Takt                        |
| 267       | Kröpcke – Aegidientorplatz – Maschsee Funkhaus – Maschsee Strandbad (Maschseefest-Linie)                                                                     | verkehrt nur während des Maschseefestes |
| 330       | Bemeroder Rathausplatz – Kronsberg – Wülferode – Müllingen – Bolzum – Lühnde                                                                                 | |
| 340 / 341 | Messe Ost (Expo-Plaza) – Laatzen – Rethen – Koldingen – (Reden (nur 341)) – Pattensen, Am Hallenbad                                                          | |
| 345       | Laatzen – Laa./Mozartweg – Laatzen/Debberode – Laatzen/Zentrum (Linientaxi)                                                                                  | |
| 346       | Rethen – Laa./Neuer Schlag – (Laa./Marktplatz) – Laatzen/Zentrum                                                                                             | Mo–Fr 30-Min-Takt, Sa 60-Min-Takt |
| 347       | Kronsberghof – Laatzen/Zentrum (Linientaxi) | |
| 348       | Rethen/Krauss-Maffei-Straße – Laatzen – Laatzen/Zentrum | |
| 363       | Peiner Straße – Döhren – Hemmingen – Oberricklingen – Wettbergen                                                                                             | Mo–So 30-Min-Takt, So morgens 60-Min-Takt |
| 371       | Ahlten, Umspannwerk – Ilten – Bilm – Wassel – Sehnde, Kanalstraße                                                                                            | |
| 372       | Sehnde, Kanalstraße – Gretenberg – Klein Lobke | |
| 390       | (Laatzen Zentrum –) Rethen, Pattenser Straße – Gleidingen – Oesselse – Ingeln – Müllingen – Bolzum – Sehnde Schulzentrum                                     | Mo–Sa 60-Min-Takt ab Rethen/Pattenser Straße, ab Ingeln/Auf der Maine 30-Minuten-Takt, So 60-Min-Takt                                           |
| 404       | Schönebecker Allee – Garbsen-Mitte/An der Universität | 10-Min-Takt |
| 420       | Garbsen – Havelse – Wissenschaftspark Marienwerder | |
| 450       | Berenbostel – Wissenschaftspark Marienwerder | |
| 470       | (Airport Bussines Park West) Flughafen – Langenhagen – Godshorn – Vinnhorst – Stöcken                                                                        | Mo–Sa 30-Min-Takt, So 60-Min-Takt |
| 480       | Langenhagen – Godshorn – Schulenburg – Engelbostel – Berenbostel – Garbsen                                                                                   | Mo–Sa 30-Min-Takt (nachts 60-Min-Takt), So 60-Min-Takt                                                                                          |
| 581       | Stöcken – Letter – Ahlem – Velber – Am Soltekampe – Mühlenberger Markt                                                                                       | |
| 610 / 611 | Kaltenweide Bahnhof – Krähenwinkel – Langenhagen Zentrum (– Berliner Platz)                                                                                  | Linie 610: Mo–Fr stündlich (ausgenommen Schulverkehr), Sa 30-Min-Takt Linie 611: Mo–Fr stündlich, Sa 30-Min-Takt, Sa nachts und So 60-Min-Takt  |
| 616       | Langenhagen Zentrum – St.-Paulus-Kirche – Emil-Berliner-Straße – Saarweg – Beckerwiese – Beethovenstraße – Langenhagen Bahnhof Mitte                         | |
| 631       | Altwarmbüchen Schulzentrum – Altwarmbüchen – An den Deichwiesen – Noltemeyerbrücke                                                                           | |
| 800       | Kröpcke – Aegidientorplatz – Altenbekener Damm – Bahnhof Bismarckstraße – Bünteweg – Anderten – Höver – Ilten – Sehnde – Haimar – Mehrum Ortsmitte           | 15-Min-Takt, Mo–Fr abends 30-Min-Takt und Sa nachts 60-Min-Takt                                                                                 |

## Gesellschafter und Börsennotiz
Hauptgesellschafter der Üstra ist die Versorgungs- und Verkehrsgesellschaft Hannover mbH (VVG), die 98,38 % der Anteile hält. Die VVG wiederum gehört zu 80,49 % der Stadt und zu 19,51 % der Region Hannover. Weitere 1,09 % der Üstra-Aktien hält die Region Hannover direkt. Mit der VVG besteht ein Beherrschungs- und Gewinnabführungsvertrag.
Die Aktien der Üstra werden an den Börsen Hamburg und Hannover im regulierten Markt gehandelt.
Zum Vorstand der Üstra Hannoversche Verkehrsbetriebe Aktiengesellschaft gehören seit 2017 Denise Hain (Vorstand für Personal und Betrieb), seit 2019 Elke Maria van Zadel (Vorstand für Technik, IT, Infrastruktur und Marketing) und seit 2021 Regina Oelfke (Vorstand für Finanzen und Recht).

## Sponsoring
Üstra und der hiesige Sportverein Hannover 96 unterhalten eine Partnerschaft. In der Endphase der Zweitligasaison 2023/24 übernahm das Unternehmen temporär das Trikotsponsoring der ersten Fußballherrenmannschaft anstelle des vorherigen Partners BRAINHOUSE247. In der Zweitligasaison 2024/25 wird die ÜSTRA neuer Ärmelpartner von Hannover 96.